# Lampyrini
Tribu
Les Lampyrini sont une tribu d'insectes coléoptères de la famille des lampyridés, de la sous-famille des Lampyrinae.
La tribu des Lampyrini comprend les genres :
- Diaphanes
- Lampyris
- Lychnuris
- Microphotus
- Nyctophila
- Paraphausis
- Pelania
- Pleotomodes
- Pleotomus
- Pyrocoelia

## Taxonomie
Selon les classifications, Lampyrini a été créé par Latreille en 1817 ou par Rafinesque en 1815.